# Căianu
Căianu – wieś w Rumunii, w okręgu Kluż, w gminie Căianu. W 2011 roku liczyła 527 mieszkańców.